# New London Consort
El New London Consort es un conjunto vocal e instrumental británico especializado en la interpretación de obras de la Edad Media, el Renacimiento y el Barroco. Fue fundado a mediados de los 1980s por su director Philip Pickett.

## Discografía
- 1986 - Praetorius: Dances from Terpsichore. L'Oiseau Lyre 414 633.
- 1987 - Carmina Burana, Vol. I. Decca "L'Oiseau-Lyre" 475 9106-1.
- 1987 - Carmina Burana, Vol. II. L'Oiseau Lyre "Florilegium" 421 062-2.
- 1987 - Carmina Burana, Vol. III-IV. L'Oiseau Lyre "Florilegium" 425 117-2 (2 CD).
- 1988 - Virtuoso Italian Vocal Music. (O primavera). L'Oiseau Lyre 00100260-2 .
- 1990 - The Sylvan And Oceanic Delights Of Posilipo. L'oiseau Lyre 425 610
- 1991 - Biber / Schmelzer: Trumpet Music. L'Oiseau-Lyre 425 834-2
- 1991 - Monteverdi: Marian Vespers. L'Oiseau Lyre 425 823 (2 CD)
- 1991 - The Pilgrimage to Santiago. L'Oiseau Lyre 475 9103 (2 CD).
- 1992 - Telemann: Suite In A Minor, Concertos. L'Oiseau-Lyre 433 043-2
- 1992 - John Blow: Venus and Adonis. L'Oiseau-Lyre 440 220-2
- 1992 - Music from the Time of Columbus. Linn 007
- 1992 - Llibre Vermell of Montserrat. Pilgrim songs & dances. L'Oiseau Lyre "Florilegium" 433 186-2.
- 1992 - Monteverdi: L'Orfeo. L'Oiseau Lyre 433 545 (2 CD)
- 1992 - Trionfi!. A Florentine Festival. L'Oiseau Lyre 436 718.
- 1992 - Elizabethan & Jacobean Consort Music. Linn 011.
- 1993 - Purcell, Eccles, Blow: Mad Songs. Con Catherine Bott . L'Oiseau-Lyre 433 187
- 1993 - Susato: Dansereye, 1551. L'Oiseau Lyre 436 131.
- 1993 - The Feast of Fools. La Fête des Fous - Das Narrenfest. Decca L'Oiseau-Lyre 4780028.
- 1994 - Biber: Requiem. L'Oiseau-Lyre 436 460-2
- 1994 - Knightly Passions. The Songs of Oswald von Wolkenstein. L'Oiseau-Lyre 444 173-2.
- 1995 - Purcell: Music For Queen Mary. Junto con el Westminster Abbey Choir Sony 66243
- 1995 - Bach: Brandenburg Concertos. L'Oiseau Lyre 440 675 (2 CD)
- 1995 - Locke: Psyche. L'Oiseau Lyre 444 336
- 1995 - Monteverdi: Combattimento di Tancredi e Clorinda, Il ballo delle ingrate, Tirsi e Clori. L'Oiseau-Lyre 440 637-2
- 1996 - Visitatio. Holy Week in Cividale del Friuli. L'Oiseau-Lyre 455 489-2OH.
- 1997 - Bach: Magnificat. A Bach Christmas. L'oiseau-lyre 452 920
- 1997 - Bach: 4 Orchestral Suites. L'Oiseau Lyre 452 000-2
- 1997 - Flecha: Ensaladas. L’Oiseau Lyre 444 810
- 1998 - Praetorius: Nativitas. Decca L'Oiseau-Lyre 458 025-2
- 1998 - Ars Subtilior. Linn Records 039.
- 1998 - The Sylvan and Oceanic Delights of Posilipo. A short account of the entertainment with dances. L'Oiseau Lyre 425 610.
- 1999 - Telemann: Water Music.  Decca 455 621
- 1999 - Bach: Christmas Oratorio. Decca 458 838
- 2001 - Vivaldi: Gloria. Decca
- 2002 - Songs of Angels. Songs of ecstasy by Gautier de Coincy ca. 1177-1236. Decca 460 794-2.

Álbumes junto con otros grupos::
- 1997 - Vivaldi: Concerto for 2 Mandolins, 14 Concertos.  L'oiseau Lyre 455 703 (2 CD). El doble disco incluye obras interpretadas por The Bach Ensemble y The Academy of Ancient Music
- 1997 - Vivaldi: Gloria, Nulla in mundo pax sincera, Nisi Dominus, Cantatas. L'oiseau Lyre 455 727 (2 CD). El doble disco incluye obras interpretadas por The Academy of Ancient Music

Álbumes recopilatorios y cajas:
- 1994 - Carmina Burana. L'Oiseau Lyre 443 143 (4 CD). . Es una caja con las siguientes grabaciones:
  - 1987 - Carmina Burana, Vol. I
  - 1987 - Carmina Burana, Vol. II
  - 1987 - Carmina Burana, Vol. III-IV
- 1994 - Biber Requiem & Trumpet Music. L'Oiseau Lyre 458 081-2 (2 CD). Es una caja con las siguientes grabaciones:
  - 1991 - Biber / Schmelzer: Trumpet Music.
  - 1994 - Biber: Requiem
- 1996 - Sinners & Saints. The Ultimate Medieval and Renaissance Music Collection. L'Oiseau Lyre 448 559.
- 2002 - The Speech of Angels. L'Oiseau-Lyre 452 773-2 (5 CD).
- 2002 - Popular Dances of the Renaissance. L'Oiseau-Lyre 460 026-2 (3 CD). Es una caja con las siguientes grabaciones:
  - 1986 - Praetorius: Dances from Terpsichore
  - 1992 - Trionfi!. A Florentine Festival
  - 1993 - Susato: Dansereye, 1551